# The 20/20 Experience: The Complete Experience
The 20/20 Experience: The Complete Experience é um álbum de compilação do cantor norte-americano Justin Timberlake, lançado a 27 de Setembro de 2013 através da RCA Records. Editado em CD, descarga digital e vinil, é constituído pelos dois trabalhos do artista, The 20/20 Experience e The 20/20 Experience 2 of 2.

## Antecedentes
A 16 de Março de 2013, o produtor Questlove anunciou que Timberlake estava a planear o sucessor de The 20/20 Experience para Novembro. O profissional fez ainda referência ao alinhamento de dez faixas e ao título ao afirmar, "10 canções agora... 10 canções mais tarde = visão 20". De seguida, o co-produtor Jerome Harmon revelou que o disco seguinte consistiria em partes do original, bem como novo material de futuras sessões de gravações em estúdio. "Antes de concluirmos as dez (10) [em The 20/20 Experience] que queríamos e mais as faixas bónus, tínhamos umas trinta, quarenta faixas. Por isso, acho que ele vai alinhar, e nós vamos levar algumas das coisas que já fizemos e, claro, criar mais [nova] música ao mesmo tempo", afirmou Harmon. A 5 de Maio do mesmo ano, Justin anunciou que o seu quarto disco de originais, The 20/20 Experience: 2 of 2, seria lançado a 30 de Setembro de 2013.

## Alinhamento de faixas
| Disco 2        |                                    |                                                                    |                                      |         |  |
| N.º            | Título                             | Compositor(es)                                                     | Produtor(es)                         | Duração |  |
| 1.             | "Gimme What I Don't Know (I Want)" | Justin Timberlake, Timothy Mosley, Jerome Harmon, James Fauntleroy | Timbaland, Timberlake, Harmon        | 5:15    |  |
| 2.             | "True Blood"                       | Timberlake, Mosley, Aubrey Graham, Harmon, Daniel Jones            | Timbaland, Timberlake, Harmon        | 9:31    |  |
| 3.             | "Cabaret" (com Drake)              | Timberlake, Mosley, Harmon, Fauntleroy                             | Timbaland, Timberlake, Harmon, Jones | 4:32    |  |
| 4.             | "TKO"                              | Timberlake, Mosley, Harmon, Fauntleroy, Barry White                | Timbaland, Timberlake, Harmon        | 7:04    |  |
| 5.             | "Take Back the Night"              | Timberlake, Mosley, Harmon, Fauntleroy                             | Timbaland, Timberlake, Harmon        | 5:55    |  |
| 6.             | "Murder" (com Jay Z)               | Timberlake, Mosley, Shawn Carter, Harmon, Fauntleroy               | Timbaland, Timberlake, Harmon        | 5:07    |  |
| 7.             | "Drink You Away"                   | Timberlake, Mosley, Harmon, Fauntleroy                             | Timbaland, Timberlake, Harmon        | 5:31    |  |
| 8.             | "You Got It On"                    | Timberlake, Mosley, Harmon, Fauntleroy                             | Timbaland, Timberlake, Harmon        | 5:55    |  |
| 9.             | "Amnesia"                          | Timberlake, Mosley, Harmon, Fauntleroy, Jones                      | Timbaland, Timberlake, Harmon, Jones | 7:04    |  |
| 10.            | "Only When I Walk Away"            | Timberlake, Mosley, Harmon, Fauntleroy, Amedeo Minghi              | Timbaland, Timberlake, Harmon        | 7:05    |  |
| 11.            | "Not a Bad Thing"                  | Timberlake, Mosley, Harmon, Fauntleroy                             | Timbaland, Timberlake, Harmon        | 11:31   |  |
| 12.            | "Pair of Wings" (faixa oculta)     | Timberlake                                                         | Timberlake                           |         |  |
| Duração total: | Duração total:                     | Duração total:                                                     | Duração total:                       | 74:25   |  |

Notas
- "Suit & Tie" contém demonstrações de "Sho' Nuff", escrita por Terrence Stubbs, Johnny Wilson e Charles Still.
- "That Girl" contém demonstrações de "Self Destruct", escrita por Noel Williams e interpretada por King Sporty.
- "Let the Groove Get In" contém demonstrações de "Alhamdulillahi" do álbum Explorer Series: Africa-Burkina Faso – Rhythms of the Grasslands.
- "TKO" contém demonstrações de "Somebody's Gonna Off the Man", escrita e interpretada por Barry White.
- "Only When I Walk Away" contém demonstrações de "Lustful", escrita e interpretada por Amedeo Minghi.

## Desempenho nas tabelas musicais

### Posições
| Tabela musical (2013)             | Melhor posição |
| --------------------------------- | -------------- |
| Bélgica - Ultratop (Flandres)     | 80             |
| Bélgica - Ultratop (Valónia)      | 156            |
| Países Baixos - Album Top 100     | 60             |
| Reino Unido - UK Albums Chart     | 27             |
| Reino Unido - UK R&B Albums Chart | 4              |

## Histórico de lançamento
| País           | Data                   | Formato                     | Editora discográfica |
| -------------- | ---------------------- | --------------------------- | -------------------- |
| Austrália      | 27 de Setembro de 2013 | CD, descarga digital, vinil | RCA                  |
| Alemanha       | 27 de Setembro de 2013 | CD, descarga digital, vinil | RCA                  |
| Canadá         | 30 de Setembro de 2013 | CD, descarga digital, vinil | RCA                  |
| França         | 30 de Setembro de 2013 | CD, descarga digital, vinil | RCA                  |
| Reino Unido    | 30 de Setembro de 2013 | CD, descarga digital, vinil | RCA                  |
| Estados Unidos | 30 de Setembro de 2013 | CD, descarga digital, vinil | RCA                  |
| Itália         | 1 de Outubro de 2013   | CD, descarga digital, vinil | RCA                  |
| Polónia        | 1 de Outubro de 2013   | CD, descarga digital, vinil | RCA                  |
| Japão          | 9 de Outubro de 2013   | CD, descarga digital, vinil | RCA                  |